# Бозієш (Бістріца-Несеуд)
Бозієш (рум. Bozieș) — село у повіті Бистриця-Несеуд в Румунії. Входить до складу комуни Кіокіш.
Село розташоване на відстані 324 км на північний захід від Бухареста, 25 км на південний захід від Бистриці, 53 км на північний схід від Клуж-Напоки.

## Населення
За даними перепису населення 2002 року у селі проживали 718 осіб.
Національний склад населення села:
| Національність | Кількість осіб | Відсоток |
| -------------- | -------------- | -------- |
| угорці         | 339            | 47,2%    |
| румуни         | 334            | 46,5%    |
| цигани         | 44             | 6,1%     |

Рідною мовою назвали:
| Мова      | Кількість осіб | Відсоток |
| --------- | -------------- | -------- |
| румунська | 338            | 47,1%    |
| угорська  | 338            | 47,1%    |
| циганська | 41             | 5,7%     |